# 春別ダム
春別ダム（しゅんべつダム）は、北海道日高郡新ひだか町、二級河川・静内川水系春別川に建設されたダムである。
北海道電力が管理を行う発電用ダムで、高さ27メートルの重力式コンクリートダム。静内川をはじめ新冠川（にいかっぷがわ）・沙流川・鵡川といった日高・胆振・上川にまたがる四水系を利用する大規模電源開発計画・日高電源一貫開発計画に基づき建設されたダムで、静内川水系と沙流川・新冠川水系を結ぶ導水路の中継地として重要な役割を持ち、併せて春別発電所による水力発電を目的とする。ダムによって形成された人造湖は春別調整池（しゅんべつちょうせいち）と呼ばれている。

## 地理
春別川は、静内川水系の中では最大の支流である。日高山脈を形成する山の一つ、標高1,799メートルのナメワッカ岳南麓を水源として険阻な峡谷を形成しながら南西に流れ、イドンナップ川を合流すると南に向きを変え、そのまま南流して静内川に合流する。静内川との合流地点は両河川が合流することから「双川」という地名が付けられ、合流点直上流の静内川に建設された双川ダムの名称にもなっている。ダムはイドンナップ川との合流点直下流に建設された。
ダム名は河川名である「春別」の名が付けられた。アイヌ語で「西」を意味する「シュム」（sum）と、「川」を意味する「ベッ」（pet）が合わさり「シュンベッ」（sumpet）となり、それが訛って現在の読みになったと考えられている。ただし同じ西を意味するアイヌ語としては「コイポク」（koypok）という語もある。「シュム」については主に中流部で二股に分かれる河川に付けられ、「コイポク」については上流部で二股に分かれる河川に付けられるようであるが、正確な所は不明とされている。ちなみに「東」を意味するアイヌ語は中流部では「メナシ」（menas）、上流部では「コイカ」（koyka）という語であり、東の沢ダムが建設されたコイカクシュシビチャリ川は「東を通る染退（しべちゃり）川」の意味である。
なお、ダムが建設された当時の町名は静内郡静内町であったが、平成の大合併の折に隣接する三石郡三石町と廃置分合という形で合併し、現在の新ひだか町になっている。

## 沿革
1951年（昭和26年）、日本発送電が電気事業再編成令によって9電力会社に分割・民営化され、北海道には発電・送電・配電を一括して行う北海道電力が誕生した。だが北海道電力は他の電力会社に比較して経営基盤が弱く、これを安定させるための電力開発が早急に求められていた。一方北海道開発庁設置に伴い北海道では「北海道総合開発計画」がスタートし、北海道を日本の生産基地とすべく多角的な地域開発が計画された。北海道総合開発計画を円滑に遂行する上で、基本的なインフラストラクチャーである電力の供給は重要な課題であったが、当時の北海道は本州に比べて水力・火力発電の開発は進んでいなかった。
北海道電力は北海道総合開発の観点および自社経営基盤強化の観点から、当時日本各地で盛んに実施されていた大規模広域水力発電事業を計画。その好適地として日高山脈を水源とする鵡川・沙流川・新冠川・静内川の四水系に着目した。これらの河川上流部は険阻な峡谷を形成し落差が大きく、加えて年平均降水量が2,000ミリにも達する多雨地帯であり、水力発電を行う好条件である豊富な水量・急流・高落差の三拍子がそろっていたためである。各水系単独の開発では十分な電力は生み出せないが、四水系の間をトンネルで結んで水を融通することで効率の良い水力発電が行えることから、日高振興局・胆振総合振興局・上川総合振興局の三振興局にまたがる広域・大規模な河川開発による電力開発計画が1952年（昭和27年）より構想された。
これが日高電源一貫開発計画であり、1956年（昭和31年）の岩知志ダムと岩知志発電所（沙流川）建設から本格的な事業に着手した。まず鵡川と沙流川の開発を行い、続いて沙流川から新冠川への導水トンネルによる発電所建設、さらに新冠川から静内川への導水トンネルによる発電所建設という順序で開発が進められた。その中で沙流川と新冠川の水を静内川に計画していた静内ダムへ導水する計画が1959年（昭和34年）より開始されたが、新冠川から静内川のダム地点へ直接導水するのはトンネルが長大すぎて不経済であることから、両地点を結ぶ中間ポイントとして春別川にダムを建設し、発電を行ってから静内川へ導水する計画が定められた。
この目的に沿って計画されたのが春別ダムであり、1960年（昭和35年）より計画に着手し、翌1961年（昭和36年）よりダム・発電所が着工された。

## 難工事
春別ダムと春別発電所の建設に当たっては、地質問題が建設に際して大きな課題となっていた。春別川流域は本計画の中でも屈指の険阻な峡谷であり、現在でも春別ダムより上流は人跡未踏に等しい地である。1952年より静内川水系・新冠川水系の地質・流量などを測量するために設置された静内調査所はメンバーが主に20歳代の若い社員で構成されていたが、春別川流域の探索は断崖と激流に阻まれて難航し、測量班の作業員が滝壺に転落して死亡するという事故も発生した。またヒグマの徘徊やマダニ、ブユの襲来、豪雪・厳寒といった自然の猛威にさらされながらもダムと発電所の基礎調査は終了した。
ダム・発電所工事も難工事の連続であった。ダム本体工事において特に関係者を悩ませたのは洪水である。水力発電に適する河川は裏を返すと「暴れ川」であり、集中豪雨や春季の融雪による洪水被害は一再ではなく、本計画の中核事業の一つだった高見ダム（静内川）が治水目的を加えた多目的ダムへと事業変更する理由にもなった。春別ダムの場合三度に及ぶ大洪水が現場を襲ったが、特にひどかったのが1962年（昭和37年）4月の融雪洪水であった。この洪水では融雪に加えて低気圧による集中豪雨が加わり春別川は過去最悪の出水量となり、ダム建設の際に本体に水が来ないよう河川を堰き止める「仮締切ダム」が洪水によって破壊されダム本体が水没した。このままでは工事の続行は不可であり仮締切ダムの再建が必要だが、通常の工法では完成時期が1年以上遅延する。このため事務を含めた全従事者が仮締切ダム再建の突貫工事に従事し、短時間で再建に漕ぎ着けた。
また新冠川から春別川を結ぶ導水トンネルも難工事であった。アルプス山脈やアンデス山脈などと同時期に形成された日高山脈は日高造山運動によって形成されたが、トンネル建設地点は特に造山運動の影響を受け、方々で褶曲（しゅうきょく）や衝上運動による複雑な地層となっており、これに春別断層という断層が存在するため地質がもろかった。こうした脆弱（ぜいじゃく）な地質に全長4,096メートルの長大なトンネルを建設することになったが、度重なる崩落や鉄砲水によりトンネル横坑が重機ごと埋没するなどダム工事にひけを取らない難工事となった。さらに作業員宿舎がストーブの火の不始末で全焼し工事が中断、これを嫌がったトンネル作業員が集団で離散し人手不足になるなど、労務面でも困難に直面した。
様々な困難が立て続けに襲い掛かったが最新の工法を導入した工事の実施や、現場が一致団結して難工事を克服したこともあって、最終的には予定された工期より2ヶ月短縮して1963年（昭和38年）10月3日、ダムが完成して春別発電所は営業運転を開始した。だがこれら難工事により、6名が労働災害により殉職している。

## 春別発電所
ダムに付設する春別発電所は出力2万7,000キロワットのダム水路式発電所である。完成以後無人による運転が行われ、静内川水系に建設された他の発電所群と共に遠隔操作による統合管理が行われている。
春別ダムと春別発電所は沙流川水系・新冠川水系と静内川水系を結ぶ中間地点に建設され、両水系を連携させる大動脈的な役割を持つ本計画でも重要な施設である。導水の流れとしては、まず沙流川水系のパンケヌシ川や額平（ぬかびら）川など四河川で集められた水が奥新冠ダム（新冠川）で取水された水と合わさり、トンネルを通して奥新冠発電所に導水される。発電所で発電された後新冠川に放流され、新冠発電所と下新冠発電所で発電された後、岩清水ダム（新冠川）の人造湖である岩清水調整池において取水され、再度トンネルで春別ダムの人造湖である春別調整池に送られる。
ダムからは複数のルートで静内川に導水される。一つは下流の春別発電所に全長8,413メートルのトンネルで送水、発電された後四箇所目のトンネルで静内ダムに送られ、静内発電所において発電される。もう一つは春別調整池の取水口から全長8,439メートルのトンネルを通じて高見ダムの人造湖である高見湖に導水され、高見発電所において発電される。春別ダムは複数の水力発電所で使用された水を一箇所に集約し、複数の水力発電所へ導水して一滴でも多くの河水を有効利用させ、かつ2万7,000キロワットの電力を生み出す役割を有している。
春別ダムを皮切りに静内川水系の水力発電開発は進められ、1966年（昭和41年）静内ダム・静内発電所が、1979年（昭和54年）には双川ダム・双川発電所と静内発電所増設が、1983年（昭和58年）には高見ダム・高見発電所が完成。1987年（昭和62年）に東の沢ダム・東の沢発電所が完成するにおよんで終了した。春別川では春別ダム・発電所建設と同時期、最上流部に奥春別ダム・奥春別発電所計画が進められていた。これは高さ45メートル、総貯水容量が約152万立方メートルの貯水池を設けて出力1万7,000キロワットの発電を行うという計画であった。だが、計画予定地は断崖絶壁で道路建設の目処も立てられず、崩落も激しいため着手は後回しとなり、その後の電力需要の変化などもあって事実上立ち消えとなった。また、春別調整池は上流からの土砂崩落によって堆砂（たいさ）の進行が激しく、堆砂率89.2パーセントと日本で5番目に堆砂が多いダムとなっている。

## 周辺
春別ダム周辺は人家などが全く存在せず、原生林に覆われた地である。ダムと発電所が無人管理であるため、定期的に巡察する北海道電力職員のほかは渓流釣りに訪れる釣り客程度しか居らず、人跡もまばらである。ダム・発電所は立入禁止となっている。
春別ダムへは国道235号またはJR日高本線・静内駅より車で北海道道71号平取静内線経由で北海道道111号静内中札内線を北上し、双川ダム手前の春別川橋梁手前で林道へ左折し、北上すると到着する。ただし林道は未舗装で、落石や崩落で礫が転がる悪路となっており、四輪駆動車でない限りは通行は避けたほうが無難である。

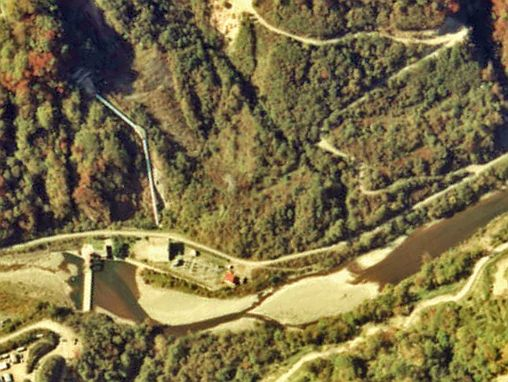
春別発電所